# Can't Stop Won't Stop
Can't Stop Won't Stop é o primeiro álbum de estúdio da banda The Maine. Foi lançando em 8 de julho de 2008 pela Fearless Records.
| Críticas profissionais                                                      | Críticas profissionais |
| Avaliações da crítica                                                       | Avaliações da crítica  |
| Fonte                                                                       | Avaliação              |
| --------------------------------------------------------------------------- | ---------------------- |
| AbsolutePunk                                                                | (70%)                  |
| Esta tabela precisa de ser acompanhada por texto em prosa. Consulte o guia. |                        |

## Faixas
1. "Everything I Ask For" – 2:38
2. "We All Roll Along Forever" – 3:49
3. "Girls Do What They Want" – 3:13
4. "I Must Be Dreaming" – 2:46
5. "Into Your Arms" – 3:59
6. "Time to Go" – 2:55
7. "This Is the End" – 2:54
8. "Whoever She Is" – 3:41
9. "Count'Em One, Two, Three" (The Maine, Ryan Osterman, Alex Ross) – 2:55
10. "Kiss and Tell" – 3:07
11. "You Left Me" – 3:29
12. "We'll All Be..." – 5:29

### Edição delux
13. "The Way We Talk (Back Ted N-Ted Remix) [Bonus Track]"
14. "Pour Some Sugar on Me (Def Leppard Cover) [Bonus Track]"
15. "I Must Be Dreaming (Acoustic) [Bonus Track]"

### Itens bônus
13. "The Way We Talk (Remix)"

## Vídeos
- "Everything I Ask For" Billboard Hot Videoclip Tracks #14[2]
- "Girls Do What They Want"
- "Into Your Arms"